# فاليانت (أوكلاهوما)
فاليانت (بالإنجليزية: Valliant town, Oklahoma)‏ هي بلدة تقع بولاية أوكلاهوما في الولايات المتحدة. تبلغ مساحتها 2.01 كم2، وترتفع عن سطح البحر 157.8864 م، بلغ عدد سكانها 754 نسمة في عام 2010 حسب إحصاء مكتب تعداد الولايات المتحدة وتصل الكثافة السكانية فيها 375.1 نسمة لكل كيلومتر مربع (971.5/ميل2).

## التركيبة السكانية
حدّد مكتب تعداد الولايات المتحدة بيانات التركيبة السكانية لفاليانت في تعداد الولايات المتحدة. في ما يلي، التركيبة السكانية حسب تعدادي 2000 و2010.

### تعداد عام 2000
بلغ عدد سكان فاليانت 771 نسمة بحسب تعداد عام 2000، وبلغ عدد الأسر 315 أسرة وعدد العائلات 194 عائلة مقيمة في البلدة. في حين سجلت الكثافة السكانية 383.6 نسمة لكل كيلومتر مربع (993.5/ميل2). وبلغ عدد الوحدات السكنية 351 وحدة بمتوسط كثافة قدره 174.6 لكل كيلومتر مربع (452.2/ميل2).
وتوزع التركيب العرقي للبلدة بنسبة 75.49% من البيض و9.21% من الأمريكيين الأفارقة و10.77% من الأمريكيين الأصليين و0.52% من الأعراق الأخرى و4.02% من عرقين مختلطين أو أكثر و0.91% من الهسبانيون أو اللاتينيون من أي عرق.
بلغ عدد الأسر 315 أسرة كانت نسبة 35.9% منها لديها أطفال تحت سن الثامنة عشر تعيش معهم، وبلغت نسبة الأزواج القاطنين مع بعضهم البعض 39% من أصل المجموع الكلي للأسر، ونسبة 21% من الأسر كان لديها معيلات من الإناث دون وجود شريك، بينما كانت نسبة 1.6% من الأسر لديها معيلون من الذكور دون وجود شريكة وكانت نسبة 38.4% من غير العائلات. تألفت نسبة 35.2% من أصل جميع الأسر من عدة أفراد يعيشون في نفس المنزل ونسبة 18.1% كانت تتألف من شخص يعيش بمفرده يبلغ من العمر 65 عاماً أو أكثر. وبلغ متوسط حجم الأسرة المعيشية 2.30، أما متوسط حجم العائلات فبلغ 3.00.
بلغ العمر الوسطي للسكان 38.7 عاماً. وكانت نسبة 26.5% من القاطنين تحت سن الثامنة عشر، وكانت نسبة 10.2% بين الثامنة عشر والرابعة والعشرين عاماً، ونسبة 23.2% كانت واقعةً في الفئة العمرية ما بين الخامسة والعشرين والرابعة والأربعين عاماً، ونسبة 17.4% كانت ما بين الخامسة والأربعين والرابعة والستين، ونسبة 16.6% كانت ضمن فئة الخامسة والستين عاماً فما فوق. يوجد لكل 100 أنثى 79.7 ذكر، ويوجد لكل 100 أنثى في الثامنة عشر من عمرها فما فوق 69.4 ذكر.
بلغ متوسط دخل الأسرة في البلدة 18,393 دولارًا، أما متوسط دخل العائلة فبلغ 26,058 دولارًا. وكان متوسط دخل الذكور 24,125 دولارًا مقابل 17,344 دولارًا للإناث. وسجل دخل الفرد الخاص بالبلدة 10,380 دولارًا. وكانت نسبة 24.3% من العائلات ونسبة 31.7% من السكان تحت خط الفقر، وكان من هؤلاء نسبة 35.2% تحت سن الثامنة عشر ونسبة 28.2% في الخامسة والستين من العمر وما فوق.

### تعداد عام 2010
بلغ عدد سكان فاليانت 754 نسمة بحسب تعداد عام 2010، وبلغ عدد الأسر 300 أسرة وعدد العائلات 179 عائلة مقيمة في البلدة. في حين سجلت الكثافة السكانية 375.1 نسمة لكل كيلومتر مربع (971.5/ميل2). وبلغ عدد الوحدات السكنية 352 وحدة بمتوسط كثافة قدره 175.1 لكل كيلومتر مربع (453.5/ميل2).
وتوزع التركيب العرقي للبلدة بنسبة 63.79% من البيض و13.13% من الأمريكيين الأفارقة و13.26% من الأمريكيين الأصليين و0.66% من الأمريكيين ذوي الأصول الآسيوية و1.33% من الأعراق الأخرى و7.82% من عرقين مختلطين أو أكثر و3.32% من الهسبانيون أو اللاتينيون من أي عرق.
بلغ عدد الأسر 300 أسرة كانت نسبة 38.7% منها لديها أطفال تحت سن الثامنة عشر تعيش معهم، وبلغت نسبة الأزواج القاطنين مع بعضهم البعض 38.3% من أصل المجموع الكلي للأسر، ونسبة 14.7% من الأسر كان لديها معيلات من الإناث دون وجود شريك، بينما كانت نسبة 6.7% من الأسر لديها معيلون من الذكور دون وجود شريكة وكانت نسبة 40.3% من غير العائلات. تألفت نسبة 38.7% من أصل جميع الأسر من عدة أفراد يعيشون في نفس المنزل ونسبة 18.3% كانت تتألف من شخص يعيش بمفرده يبلغ من العمر 65 عاماً أو أكثر. وبلغ متوسط حجم الأسرة المعيشية 2.41، أما متوسط حجم العائلات فبلغ 3.21.
بلغ العمر الوسطي للسكان 35.2 عاماً. وكانت نسبة 27.9% من القاطنين تحت سن الثامنة عشر، وكانت نسبة 7.8% بين الثامنة عشر والرابعة والعشرين عاماً، ونسبة 29.6% كانت واقعةً في الفئة العمرية ما بين الخامسة والعشرين والرابعة والأربعين عاماً، ونسبة 22% كانت ما بين الخامسة والأربعين والرابعة والستين، ونسبة 12.7% كانت ضمن فئة الخامسة والستين عاماً فما فوق. وتوزع التركيب الجنسي للسكان بنسبة 45.9% ذكور و54.1% إناث.

## وصلات خارجية
- الموقع الرسمي